# Judith et sa servante avec la tête d'Holopherne (Gentileschi, Cannes)
Pour les articles homonymes, voir Judith et sa servante.
Judith et sa servante avec la tête d'Holopherne est un tableau réalisé par la peintre italienne Artemisia Gentileschi vers 1640-1642. Cette huile sur toile est une peinture chrétienne qui représente un épisode du Livre de Judith, dans l'Ancien Testament. Elle figure Judith et sa servante en alerte après la décapitation d'Holopherne. Sa composition reprend dans un format plus grand celle de Judith et sa servante avec la tête d'Holopherne, une peinture réalisée par l'artiste vers 1623-1625. L'œuvre est conservée depuis 1933 au musée des Explorations du monde, à Cannes, dans les Alpes-Maritimes, en France.

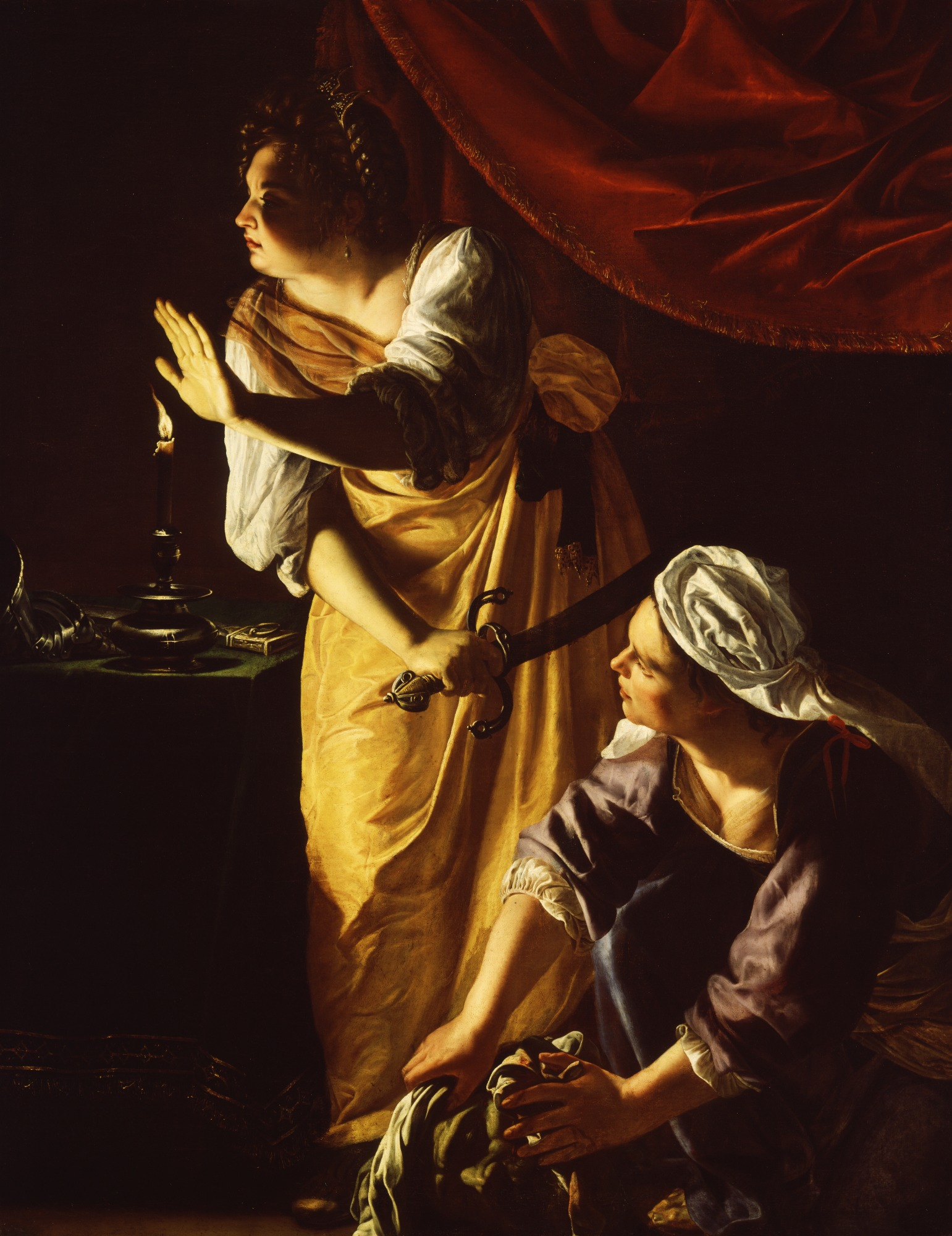
Judith et sa servante avec la tête d'Holopherne, vers 1623-1625 – Detroit Institute of Arts, Détroit.
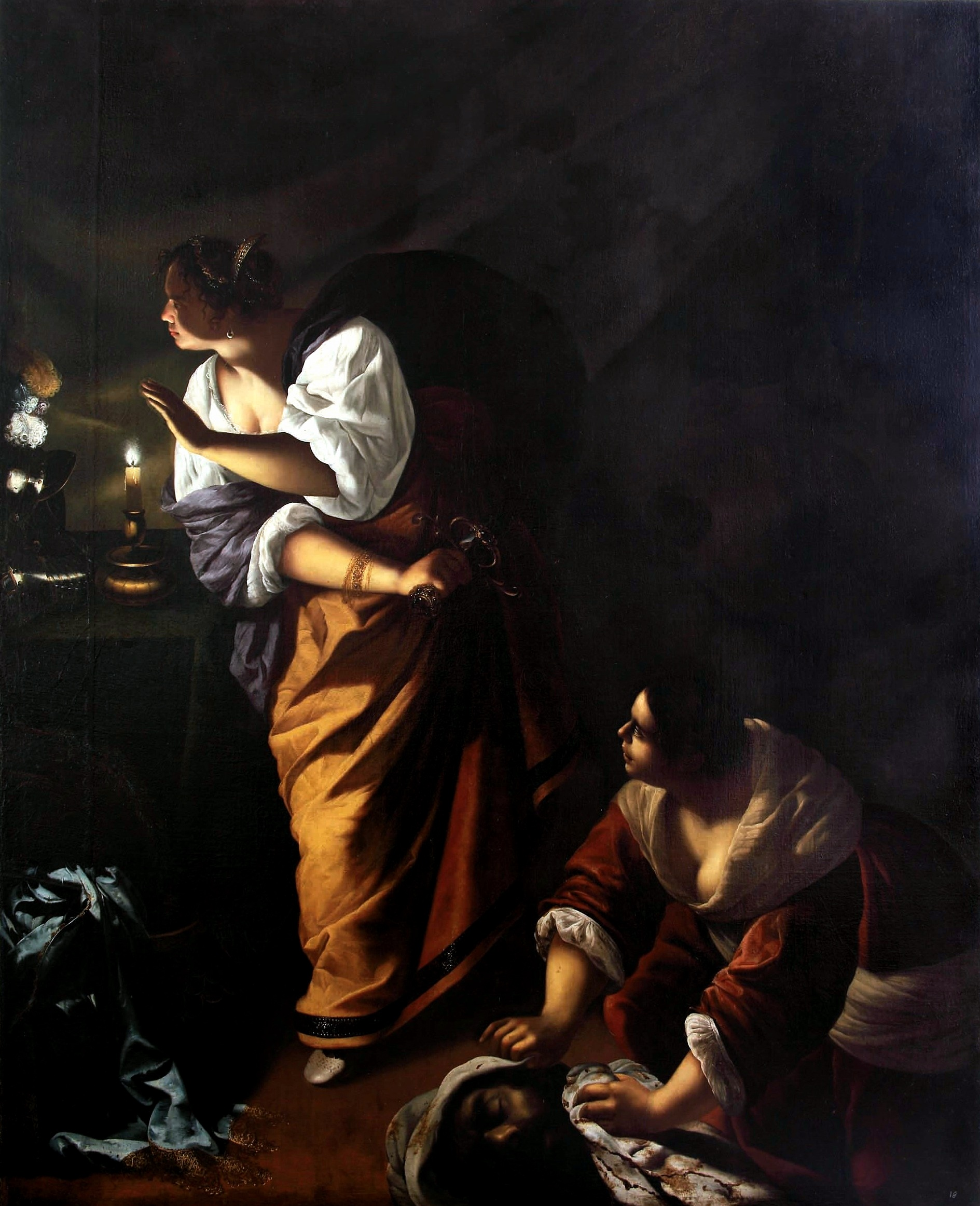
Judith et sa servante avec la tête d'Holopherne, 1645-1650 – Musée de Capodimonte, Naples.